# Upplands runinskrifter 537
Upplands runinskrifter 537 är en vikingatida runsten av granit i Bredsätra, Roslags-Bro socken och Norrtälje kommun. Runstenen är 1,55 meter hög och 0,7 meter bred. Runhöjden är 10 centimeter. Stenen är skadad och svårläst. Ristningen är klumpigt utförd med osäkra linjer och två felristningar.

## Inskriften
Translitterering av runraden:
þurfastr · nuk · uʀþbian · a-... ...
Normalisering till runsvenska:
Þorfastr ok Viðbiorn o[k] ...
Översättning till nusvenska:
Torfast och Vidbjörn och ...